# Río Grande (Terra del Fuoco)

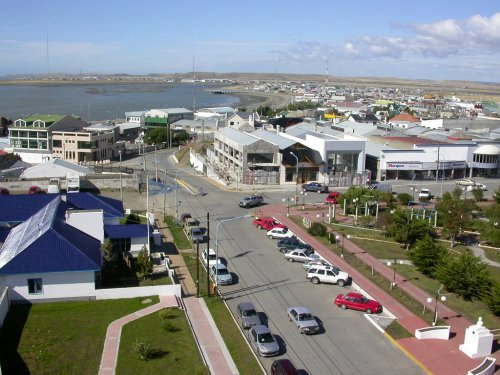
Río Grande, il quartiere dell'antico porto risalta per le sue interessanti abitazioni di uno a tre piani, con soffitti a due acque e facciate dipinte di un soave variopinto.

Río Grande è un comune dell'Argentina, capoluogo dell'omonimo dipartimento appartenente alla provincia di Terra del Fuoco, Antartide e Isole dell'Atlantico del Sud.

## Geografia
Río Grande sorge sulla costa orientale dell'Isola Grande della Terra del Fuoco, sull'estuario del fiume omonimo. La città è situata a 212 km a nord del capoluogo provinciale Ushuaia.

## Storia
Río Grande fu fondata come colonia agricola l'11 luglio 1921. Negli anni successivi l'economia locale si sviluppò grazie all'allevamento.

## Infrastrutture e trasporti

### Strade
Río Grande è attraversata dalla strada nazionale 3 che unisce Buenos Aires alla Patagonia e alla Terra del Fuoco.

### Aeroporti
L'aeroporto internazionale Governatore Ramón Trejo Noel, situato a 9 km dalla città, è servito da voli interni ed internazionali.